# Stéfano de Gregorio
Stéfano de Gregorio talvolta anche Stéfano Di Gregorio (Buenos Aires, 16 settembre 1994) è un attore argentino.

## Biografia
Nato il 16 settembre 1994 da padre argentino e madre peruviana. Ha una sorella, Ornella.
Fin da quando aveva un anno ha partecipato ad alcune pubblicità e nel 1999 debutta in televisione con la telenovela Chiquititas dove interpreta Cupido e prende anche parte alla commedia musicale per bambini intitolata Saltinbanquis. Nel 2002 recita nel film Valentin del regista Alejandro Agresti. In seguito partecipa alla telenovela Rincón de luz nel ruolo di Mateo e ad Tres padres solteros.
Dal 2004 al 2005 ha interpretato il personaggio di Tomás Fritzenwalden nella telenovela Flor - Speciale come te, ruolo che ha intrapreso anche nei vari tour svolti in America Latina. Nel 2006 ha partecipato in Chiquititas nel ruolo di Juan Manuel Flores detto "petardo". Dal 2007 al 2010 è stato co-protagonista in Teen Angels dove interpreta Léon "Lleca" Benítez per tutte e quattro le stagioni. Nel 2010 è stato modello per Piñeiro Producciones insieme ad alcuni suoi colleghi.
Nel 2011 è stato conduttore di Super Bonus e ha preso parte ad un episodio di Peter Punk e Decisiones de vida. 
Nel 2012 è in teatro con Sexo, sudor y lágrimas insieme a Agustín Sierra e Nicolás D'Agostino. Alcune fonti lo accreditavano nella telenovela Aliados scritta da Cris Morena prevista per il 2013 ma invece viene confermato nel cast di Una famiglia quasi perfetta. Nel 2015 partecipa nella telenovela Esperanza mía come Federico, con protagonisti Lali Espósito e Mariano Martinez.

## Filmografia

### Cinema
- Valentin, regia di Alejandro Agresti (2002)

### Televisione
- Chiquititas – serial TV (2000)
- Rincón de luz – serial TV (2003)
- Flor - Speciale come te (Floricienta) – serial TV (2004-2005)
- Chiquititas sin fin – serial TV (2006)
- Teen Angels (Casi Ángeles) – serial TV (2007-2010)
- Super Bonus (2011)
- Peter Punk – serie TV (2011)
- Decisiones de vida – serie TV (2011)
- Una famiglia quasi perfetta (Somos familia) – serial TV (2014)
- Esperanza mía – serial TV (2015)
- Golpe al corazón – serial TV (2017)

## Teatro
- Saltinbanquis (2000)
- Rincón de luz (2003)
- Floricienta, en vivo tour (2004-2005)
- Floricienta, princesa de la terraza tour (2005)
- Chiquititas sin fin (2006)
- Casi Ángeles (2007-2010)
- El canasto (2016)
- 100 metros cuadrados (2019)

## Doppiatori italiani
Nelle versioni in italiano delle opere in cui ha recitato, Stéfano de Gregorio è stato doppiato da:
- Maia Orienti, Germana Savo in Flor - Speciale come te[11]
- Gilberta Crispino, Mattia Nissolino in Teen Angels[12]
- Marcello Gobbi in Una famiglia quasi perfetta[13]